# Ri Hak
Ri Hak (Corea del Norte, 12 de junio de 2002) es una futbolista norcoreana que juega como delantera, en el 4.25 SC de la Liga de fútbol femenina de Corea del Norte. Es también internacional con la selección de Corea del Norte desde 2023.

## Trayectoria
Ri Hak comenzó su carrera en la Escuela Internacional de Fútbol de Pyongyang.
Actualmente juega en el 4.25 SC.

## Selección nacional

#### Copa Mundial Femenina de Fútbol Sub-20 de 2018
Ri Hak fue nominada para participar en la Copa Mundial Femenina Sub-20 que se disputó en Francia.
Corea del Norte quedó en el grupo B, junto a Inglaterra, México y Brasil. En el debut, Corea del Norte perdió 1-3 contra Inglaterra. En el siguiente partido, venció a México 2-1 y ganó el último duelo de la fase de grupos contra Brasil por 2-1, clasificando a la ronda eliminatoria con 6 puntos.
En cuartos de final, Corea del Norte fue eliminada por Francia, perdiendo 1-0.

#### Juegos Asiáticos 2022
Ri Hak fue convocada por el entrenador Ri Yu-il para participar en los Juegos Asiáticos 2022 que se disputaron en Hangzhou, China.
Corea del Norte quedó en el Grupo C junto a Singapur y Camboya. Posteriormente, la selección camboyana anunció su retiro de la competencia, por lo que la clasificación a la siguiente ronda se definió en dos partidos. En el primer duelo, Corea del Norte venció 7-0 a Singapur, donde Ri Hak marcó un gol. En el segundo encuentro, el equipo norcoreano superó a Singapur ganando 10-0 y clasificándose a cuartos de final.
En cuartos de final, Corea del Norte enfrentó a Corea del Sur. En ese partido, Ri Hak anotó un doblete y la selección norcoreana ganó el derbi de Corea con una goleada de 4-1.
En semifinales, Corea del Norte venció 8-0 a la selección de Uzbekistán, con un gol de Ri Hak. En la final, Corea del Norte cayó ante Japón 4-1, quedándose con la medalla de plata.

#### Torneo Preolímpico Femenino de la AFC 2024 (Segunda ronda)
Corea del Norte participó en la segunda ronda del Torneo Preolímpico Femenino de la AFC 2024. Ri Hak fue convocada por Ri Yu-il. Corea del Norte quedó en el Grupo B, junto a China, Corea del Sur y Tailandia. Corea del Norte venció a China por 2-1, empató sin goles contra Corea del Sur y venció a Tailandia 7-0.En el último partido, Ri Hak anotó un gol.

#### Clasificatorio al Campeonato de Fútbol EAFF E-1 2025
Corea del Norte tuvo que jugar la ronda preliminar del Campeonato de Fútbol EAFF E-1 2025 debido a su inactividad, lo que provocó que perdieran su ranking FIFA. Ri Hak participó en este campeonato. Corea del Norte quedó en el grupo A, junto a Hong Kong, las Islas Marianas del Norte y Mongolia. Corea del Norte ganó todos los partidos: 11-0 contra Hong Kong, 19-0 a Mongolia y 17-0 a las Islas Marianas del Norte. En la fase de grupos, Ri Hak anotó un gol contra Hong Kong. En la final por la clasificación, Corea del Norte enfrentó a China Taipei, donde Ri Hak anotó tres goles y su equipo ganó 5-0.

#### Torneo Preolímpico Femenino de la AFC 2024 (Tercera ronda)
En el sorteo, Corea del Norte quedó emparejada en un partido de ida y vuelta contra la selección japonesa para definir el cupo olímpico. El primer partido se disputaría en Pionyang, pero la sede fue movida a Arabia Saudita. El primer encuentro terminó 0-0. En el partido de vuelta disputado en Tokio, Japón venció 2-1 a Corea del Norte. Con esta derrota, Corea del Norte quedó fuera de París 2024.

### Goles con la selección
Actualizado hasta el 25 de junio de 2024
| Goles por la selección de fútbol de Corea del Norte | Goles por la selección de fútbol de Corea del Norte | Goles por la selección de fútbol de Corea del Norte  | Goles por la selección de fútbol de Corea del Norte | Goles por la selección de fútbol de Corea del Norte | Goles por la selección de fútbol de Corea del Norte | Goles por la selección de fútbol de Corea del Norte |
| #                                                   | Fecha                                               | Lugar                                                | Rival                                               | Gol                                                 | Resultado                                           | Competición                                         |
| Selección adulta                                    | Selección adulta                                    | Selección adulta                                     | Selección adulta                                    | Selección adulta                                    | Selección adulta                                    | Selección adulta                                    |
| --------------------------------------------------- | --------------------------------------------------- | ---------------------------------------------------- | --------------------------------------------------- | --------------------------------------------------- | --------------------------------------------------- | --------------------------------------------------- |
| 1                                                   | 24 de septiembre de 2023                            | Estadio del centro deportivo de Wenzhou, China       | Singapur                                            | 0-5                                                 | 0-7                                                 | Juegos Asiáticos 2022                               |
| 2                                                   | 30 de septiembre de 2023                            | Estadio del centro deportivo de Wenzhou, China       | Corea del Sur                                       | 1-1                                                 | 4-1                                                 | Juegos Asiáticos 2022                               |
| 3                                                   | 30 de septiembre de 2023                            | Estadio del centro deportivo de Wenzhou, China       | Corea del Sur                                       | 3-1                                                 | 4-1                                                 | Juegos Asiáticos 2022                               |
| 4                                                   | 3 de octubre de 2023                                | Estadio del centro deportivo Shangcheng, China       | Uzbekistán                                          | 0–5                                                 | 0–8                                                 | Juegos Asiáticos 2022                               |
| 5                                                   | 1 de noviembre de 2023                              | Estadio Xiamen Egret, China                          | Tailandia                                           | 0-6                                                 | 0-7                                                 | Torneo Preolímpico Femenino de la AFC 2024          |
| 6                                                   | 30 de noviembre de 2023                             | Base de entrenamiento deportivo Suoka Campo 2, Macao | Hong Kong                                           | 10-0                                                | 11-0                                                | Campeonato de Fútbol EAFF E-1 2025                  |
| 7                                                   | 7 de diciembre de 2023                              | Estadio Campo Desportivo, Macao                      | China Taipéi                                        | 2-0                                                 | 5-0                                                 | Campeonato de Fútbol EAFF E-1 2025                  |
| 8                                                   | 7 de diciembre de 2023                              | Estadio Campo Desportivo, Macao                      | China Taipéi                                        | 3-0                                                 | 5-0                                                 | Campeonato de Fútbol EAFF E-1 2025                  |
| 9                                                   | 7 de diciembre de 2023                              | Estadio Campo Desportivo, Macao                      | China Taipéi                                        | 5-0                                                 | 5-0                                                 | Campeonato de Fútbol EAFF E-1 2025                  |

## Clubes
| Club                                         | País            | Año       |
| -------------------------------------------- | --------------- | --------- |
| Escuela Internacional de Fútbol de Pyongyang | Corea del Norte | 2018-2021 |
| 4.25 SC                                      | Corea del Norte | 2021-     |